# Majrés mókus
A Majrés mókus (eredeti cím: Scaredy Squirrel) kanadai televíziós 2D-s számítógépes animációs sorozat, amelyet a Nelvana készített. Kanadában 2011. április 1. és 2013. augusztus 17. között a YTV vetítette, Magyarországon 2015. június 13. és 2016. július 8. között a Megamax sugározta.

## Szereplők
| Szereplő      | Eredeti hang    | Magyar hang     | Leírás |
| ------------- | --------------- | --------------- | ------ |
| Scaredy       | Terry McGurrin  | Baráth István   |        |
| Paddy         | David Berni     | Kisfalusi Lehel |        |
| Dave          | Jonathan Gould  | Kapácsy Miklós  |        |
| Sally         | Linda Kash      | Solecki Janka   |        |
| Nesztor       | Patrick McKenna | Szokol Péter    |        |
| Nesztor anyja | Jayne Eastwood  | Kiss Erika      |        |

További magyar hangok: Papucsek Vilmos, Vári Attila, Élő Balázs, Németh Gábor, Gruber Zita.

## Epizódok
| #   | Magyar cím                                      | Eredeti cím                                       | Magyar premier   | Eredeti premier    |
| --- | ----------------------------------------------- | ------------------------------------------------- | ---------------- | ------------------ |
| 1.  | Ragacsmalőr / Tehénnyalás                       | Sticky Situation / Cowlicked                      | 2015. június 13. | 2011. április 8.   |
| 2.  | A szerencsepénz / Volt vezetői gondok           | Luck be a Penny / How to Succeed in Groceries     | 2015. június 14. | 2011. április 17.  |
| 3.  | Pattogó blökik / Hol van Richard?               | Paddle Dogs / Looking For Richard                 | 2015. június 15. | 2011. november 9.  |
| 4.  | A testőrhal / Aranylabda                        | Way of the Fishlips / The Golden Paddleball       | 2015. június 16. | 2011. április 10.  |
| 5.  | Vízkár / Az életmentő                           | Water Damage / Life Saver                         | 2015. június 17. | 2011. május 15.    |
| 6.  | Ki kér teát? / Mr. Balsa szépségverseny         | Fancy Some Tea? / Mr. Perfect Balsa               | 2015. június 18. | 2011. november 14. |
| 7.  | Az előléptetés / Hasznos játék                  | Who's Your Paddy / Snerd Envy                     | 2015. június 19. | 2011. május 22.    |
| 8.  | Hullámvasút / Müzli király őrület               | The Coast is Fear / The Madness of King Nutbar    | 2015. június 20. | 2011. június 5.    |
| 9.  | A makk gyermekei / A benned rejtő építész       | Children of the Acorn / Awaken the Stacker Within | 2015. június 21. | 2011. április 3.   |
| 10. | Biztonsági mókus / Színes színjáték             | Shop Cop / Acting Silly                           | 2015. június 22. | 2011. november 18. |
| 11. | Favágónap / Az ötletláda                        | Lumberjack Day / Suggestion Box Blues             | 2015. június 23. | 2011. április 24.  |
| 12. | Sátor vagy következmény / Majré az időjós       | Camp or Consequences / Fairweather Squirrel       | 2015. június 24. | 2011. június 19.   |
| 13. | Vegyesboltviszály / Titokzatos támadó           | There is no "I" in Groceries / When Thugs Attack  | 2015. június 25. | 2011. június 12.   |
| 14. | Bakancslista / Chili Con Majré                  | Dream Weaver / Chili Con Scaredy                  | 2015. június 26. | 2011. október 12.  |
| 15. | Gondoskodási kényszer / Függőágygondok          | Rockabye Rock / Hammock Havoc                     | 2015. június 27. | 2011. november 1.  |
| 16. | A zöldség nem zöldség / A korgin                | It's Not Easy Being Green / The Corgin            | 2015. június 28. | 2011. november 2.  |
| 17. | Zombiinvázió / Hová tűnt a bűz?                 | Aisle of the Dead / Where the Stink At?           | 2015. június 29. | 2011. október 12.  |
| 18. | Sok tréfa semmiért / Egy maroknyi pénz          | Pranks for Nothing / Fistful of Quarters          | 2015. június 30. | 2011. április 1.   |
| 19. | Csak is a fogazat / Rágcsálótól sok szeretettel | Nothing But the Tooth / From Rodent With Love     | 2015. július 1.  | 2011. november 4.  |
| 20. | Az új csapattárs / Nesztor anyukájának anyukája | Tubtastic Tuo / Mr. Nestor's Mother's Momma       | 2015. július 2.  | 2011. május 1.     |
| 21. | Építőnátor / Halloween                          | Stackinator / Halloweekend                        | 2015. július 3.  | 2011. október 31.  |
| 22. | A tökéletes savanyú ubi / Kecskezsaruk          | Perfect Pickle / Goat Police                      | 2015. július 4.  | 2011. december 1.  |
| 23. | Pofafej / Üzletháború                           | Jawhead / Store Wars                              | 2015. július 5.  | 2011. december 2.  |
| 24. | Seth egy eladó / Majd nem Nesztor               | Seth is a Salesman / Less Nestorman               | 2015. július 6.  | 2011. november 28. |
| 25. | Tiszta elmék / Hol ti patkányok?                | Neat Wits / Mall Rats                             | 2015. július 7.  | 2011. november 29. |
| 26. | A nagy félrepakolás / Kincskereső kis mókus     | The Great Mistack / A Squirreled Away Treasure    | 2015. július 8.  | 2011. november 30. |